# أبو محمد الجريري
أبو محمد أحمد بن محمد بن الحسين الجُريري أحد علماء أهل السنة والجماعة ومن أعلام التصوف في القرن الرابع الهجري، كان من علماء مشايخ الصوفية، ومن كبار أصحاب الجنيد، فلما توفي الجنيد أجلسوه مكانه، وأخذوا عنه آداب التصوف، وقد أسند الحديث. قال عنه أبو نعيم الأصبهاني: «كان للأثقال حمولاً، وعن القواطع ذبولاً، وكان للحكمة من غير أهلها صائناً، وللمدّعين والمتكسبين بها شائناً».

## من أقواله
- غاية همة العوام السؤال، وبلوغ درجة الأوساط الدعاء، وهمة العارفين الذكر.[1]
- من استولت عليه النفس صار أسيرًا في حكم الشهوات، محصورًا في سجن الهوى، وحرم الله على قلبه الفوائد، فلا يستلذُّ بكلام الحق تعالى، ولا يستحيله وإن كثر ترداده على لسانه؛ لقوله تعالى: ﴿سأصرف عن آياتي الذين يتكبرون في الأرض بغير الحق﴾.[3][4]
- قوام الأديان ودوام الإيمان وصلاح الأبدان في خلال ثلاث: الاكتفاء والاتقاء والاحتماء، فمن اكتفى بالله صلحت سريرته ومن اتقى ما نهي عنه استقامت سيرته، ومن احتمى ما لم يوافقه ارتاضت طبيعته، فثمرة الاكتفاء صفو المعرفة، وعاقبة الاتقاء حسن الخليقة، وغاية الاحتماء اعتدال الطبيعة.[2]